# Comté de Harper (Kansas)
Pour les articles homonymes, voir Comté de Harper.
Le comté de Harper est l’un des 105 comtés de l’État du Kansas, aux États-Unis. Fondé le 26 février 1867, il a été nommé en hommage au capitaine Alexander Rush.
Siège et plus grande ville : Anthony.

## Géolocalisation
|                            | Comté de Kingman |                            |
| Comté de Barber            | Comté de Harper  | Comté de Sumner            |
| Comté d'Alfalfa (Oklahoma) |                  | Comté de Grant (Oklahoma ) |